# Олександрів (Білгорайський повіт)
Олександрів (пол. Aleksandrów, Александрув) — село в Польщі, у гміні Олександрів Білгорайського повіту Люблінського воєводства. Населення — 3244 особи (2011).

## Історія
За даними етнографічної експедиції 1869—1870 років під керівництвом Павла Чубинського, у селі переважно проживали римо-католики, меншою мірою — греко-католики, які розмовляли українською мовою.
1943 року польські шовіністи вбили в селі 4 українців.
У 1975—1998 роках село належало до Замойського воєводства.

## Населення
Демографічна структура станом на 31 березня 2011 року:
|          | Загалом | Допрацездатний вік | Працездатний вік | Постпрацездатний вік |
| -------- | ------- | ------------------ | ---------------- | -------------------- |
| Чоловіки | 1619    | 406                | 1049             | 164                  |
| Жінки    | 1625    | 395                | 884              | 346                  |
| Разом    | 3244    | 801                | 1933             | 510                  |